# Zarchlin
Zarchlin ist ein Ortsteil der Gemeinde Barkhagen im Osten des Landkreises Ludwigslust-Parchim in Mecklenburg-Vorpommern.

## Ortslage
Der Penzliner See und der Daschower See liegen westlich, der Poseriner See und der Damerower See nordwestlich und der Plauer See östlich.

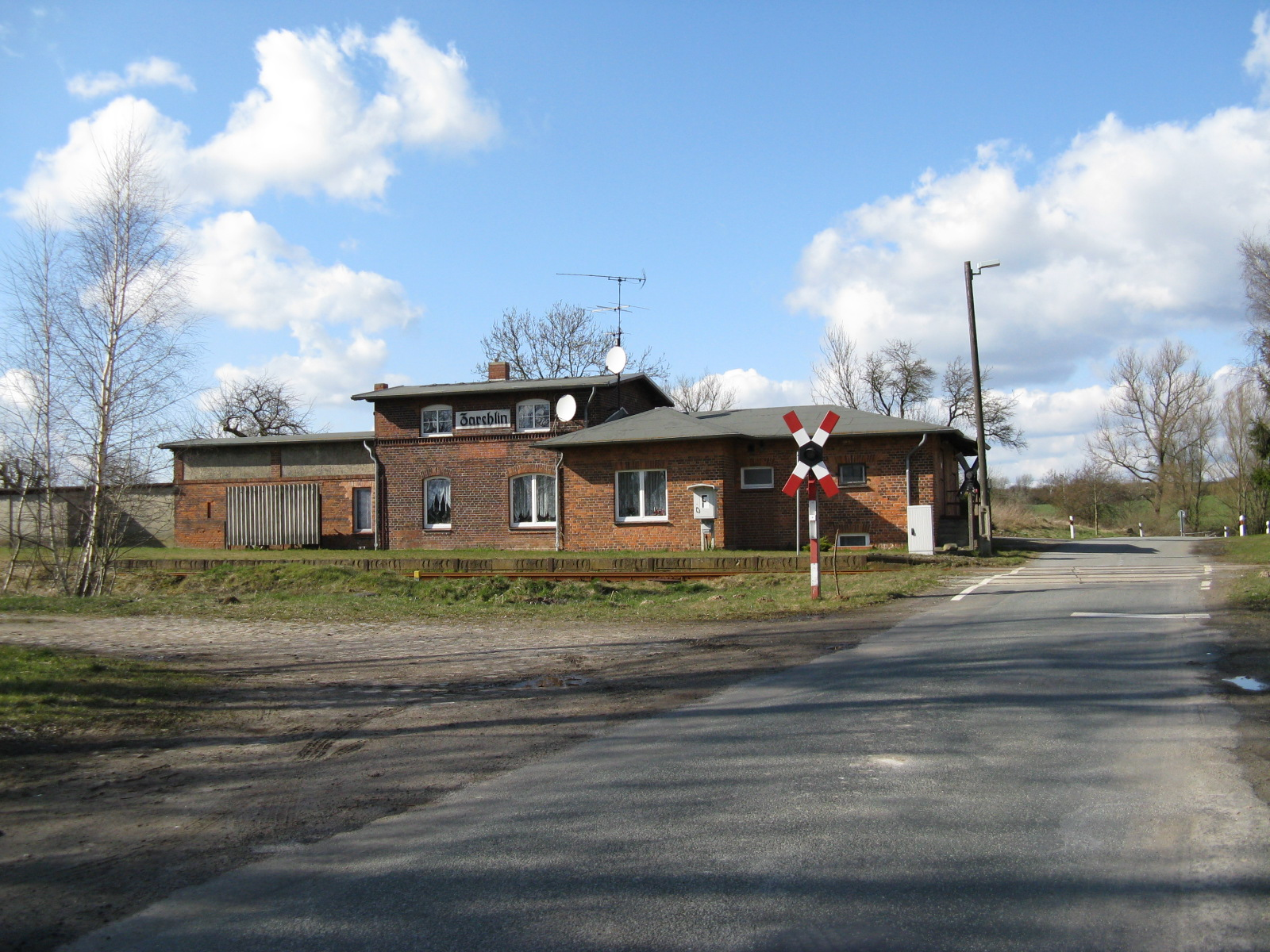
Heute privat bewohntes ehemaliges Bahnhofsgebäude in Zarchlin

Der Ort liegt an der Bahnstrecke Parchim–Neubrandenburg, der Haltepunkt Zarchlin wird jedoch im Schienenpersonennahverkehr nicht mehr bedient.
Die B 192 verläuft nördlich und die B 103 östlich.

## Geschichte
Zarchlin wurde 1253 erstmals dokumentiert und trug damals noch den Namen „Zochelin“. Bis 1552 gehörte das Dorf dem Kloster Dobbertin.
1591 wurde schriftlich erwähnt, dass in Zarchlin eine Kapelle stand. Sie war ein Fachwerkbau und alle drei Wochen kam ein Pastor. Der Dreißigjährige Krieg (1618–1648) erreichte das Dorf 1625/26 und brachte Plünderungen, Hunger und Pest mit sich, sodass 80 Prozent der damaligen Bevölkerung Zarchlins starben. Zarchlin war vollkommen eingeäschert und zertrümmert, auch die Kapelle war verwüstet, das Dach fehlte und die Glocken lagen zerschlagen auf dem Boden. Weil sie nicht mehr erhalten werden konnte, gehörte Zarchlin dann zur Pfarre Plauerhagen.
Zarchlin wurde dann herzogliches Eigentum und aus dem Bauerndorf entwickelte sich ab Mitte des 18. Jahrhunderts ein Gut. Die Bauern wurden ins 3,3 km weit entfernte Dorf Plauerhagen umgesiedelt. In der zweiten Hälfte des 19. Jahrhunderts entwickelte sich das Gut weiter. Es war 480 ha groß und entwickelte sich unter den Pächtern Schumacher und Steinkopf recht gut.
Im Jahr 1945 wurde das Gut enteignet, von einer sowjetischen Militäradministration genutzt und danach geplündert. Ein Jahr später wurde das Gut in Zarchlin auf 45 neue Siedler aufgeteilt.
Später wurde Zarchlin mit den Dörfern Karow und Plauerhagen zu einem großflächigen landwirtschaftlichen Unternehmen zusammengelegt und eine landwirtschaftliche Genossenschaft (LPG) entstand.
Heute wird das Ackerland privat betrieben und auch das Gutshaus befindet sich im Privatbesitz. Einige Gebäude aus den späteren Entwicklungsstadien des Dorfes sind noch erhalten.

## Geografische Einordnung
Durchschnittlich beträgt die Temperatur in Zarchlin etwa 8 bis 9 °C, im Winter werden Durchschnittswerte von ca. 2 °C und im Sommer von 18 °C erreicht. Im Jahr fallen ca. 550 bis 600 mm Niederschlag und die Taglichtdauer schwankt zwischen 7 und 17 Stunden.
Zarchlin befindet sich in der mecklenburgischen Großseenplatte und liegt südlich der Mildenitz. Im Nordosten, Süden und Nordwesten sind kleine Waldflächen, ansonsten befinden sich um das Dorf herum Ackerflächen und Weiden.
Zarchlin liegt 68 Meter über dem Meeresspiegel. Die Umgebung Zarchlins ist durch eine Grundmoräne der Weichseleiszeit (ca. 75000 – 10000 v. Chr.) flachwellig bis eben geformt.

## Versorgung
Wasser bezieht Zarchlin vom Wasserwerk Plau. Eine zentrale Dorfentwässerung gibt es nicht, mechanisch gereinigtes Abwasser versickert oder gelangt über Gräben in einen Vorfluter, von dem aus das Wasser in den Daschower See gelangt.
Zum Dorf gehören Windkraftanlagen, die sich südlich Zarchlins befinden. Der elektrische Strom dieser wird nach Plau am See weitergeleitet und kommt vom dortigen Umspannwerk wieder zurück nach Zarchlin.
Zarchlin ist an die Erdgasversorgung von Hansegas angeschlossen.

## Denkmal und Gutshaus
Zum Gut im Westen des Dorfes gehörte um 1935 ein Komplex aus mehreren Gebäuden und anderen Objekten. Davon sind heute nur noch das Gutshaus und der Füllenstall als renovierte Eigenheime erhalten. Zum Komplex gehörten ferner ein Pferdestall, zwei Scheunen, ein Schafstall, ein Viehhaus, ein Schweinshaus, ein Speicher, ein Wirtschaftshaus, ein Hühnerhaus, ein Brunnen und zwei Teiche.
Das Gutshaus (Dorfstraße 4) wurde von 1877 bis 1879 für Hermann Schumacher, einen Schüler von Johann Heinrich von Thünen, erbaut, der seit 1852 Pächter des Gutes Zarchlin war. 1945 wurde es enteignet, von der Sowjetischen Militäradministration in Deutschland genutzt und nach deren Abzug geplündert. In der DDR diente es als Rathaus, als Büro der örtlichen LPG, als Kindergarten und als Konsum-Laden. Das Gutshaus steht unter Denkmalschutz. Dahinter befindet sich ein Park mit altem Baumbestand.
Auf der Grünfläche vor dem Gutshaus befindet sich ein Denkmal, das aus Grenzsteinen erbaut wurde. Darauf steht „Allein sind wir nichts, vereint sind wir alles“ Das Denkmal bezieht sich auf die Kollektivierung der Landwirtschaft Mitte des 20. Jahrhunderts.

## Bahnhof
Zu Zarchlin gehört ein eingleisiger Bahnhof, der circa eineinhalb Kilometer nördlich des Dorfes liegt. Seit circa 20 Jahren ist er außer Betrieb. Er ist Namensgeber für die Bahnhofsstraße, die eine der beiden Straßen des Dorfes ist. Der historische Teil des Dorfes befindet sich entlang der Dorfstraße.